# Кёйкен, Бартольд
Бартольд Кёйкен (нидерл. Barthold Kuijken; род. 8 марта 1949, Дилбек) — бельгийский флейтист и блокфлейтист, один из братьев Кёйкен.
Учился в консерваториях Брюгге, Брюсселя, Гааги. Преподаёт искусство игры на барочной флейте в консерваториях Брюсселя и Гааги. Среди учеников  — Бенедек Чалог.
Один из известных бельгийских музыкантов, исполняющих старинную музыку на подлинных инструментах. Часто выступает со своими братьями Виландом (виолончель, виола да гамба) и Сигисвальдом (скрипка, альт). Исполняет также классическую музыку — Гайдна, Моцарта, Шуберта и других композиторов.
Дискография Б. Кёйкена насчитывает более 40 наименований многих лейблов, включая Sony Classical, Harmonia Mundi, Accent, Naïve, EuroArts.